# Condado de Sumacárcer
El condado de Sumacárcer es un título nobiliario español creado por el rey Felipe IV el 1 de abril de 1683 a favor de Ausías Crespí de Valldaura y Boil de la Scala, señor de la baronía de Sumacárcer. Su denominación hace referencia al municipio de Sumacárcer en la comarca de Ribera Alta de la provincia de Valencia, perteneciente a la Comunidad Valenciana.

## El linaje Crespí de Valldaura y los señores de Sumacárcer (1398-1663)
Desde que, en 8 de junio de 1433, Guillem Crespí de Valldaura adquiriese el señorío de Sumacárcer, por compra a Isabel Pardo por 48 861 sueldos, hasta la actualidad, este señorío y después el condado, se ha sucedido siempre dentro del linaje Crespí de Valldaura. De hecho, Guillem fue el primer Crespí de Valldaura, como explica el padre Vicente Pons Alós, al aceptar el testamento de su tía abuela Catalina Crespí en 1398, se comprometió a cambiar el orden de sus apellidos.
- Guillermo Crespí de Valldaura (nacido antes de 1388-Valencia 29 de septiembre de 1451), I señor de Sumacárcer, era hijo de Nicolás de Valldaura,[3] y de Catalina Crespí. Casó Guillermo Crespí de Valldaura con Violante Mascó (1428-1447), Sucedió:[3]

- Luis Crespí de Valldaura y Mascó (antes de 1430-Valencia, 19 de abril de 1491), II señor de Sumacárcer, casó en Valencia el 10 de diciembre de 1449 con Damiata Bou, fueron padres de:

- Ausías Crespí de Valldaura (?-20 de enero de 1522), III señor de Sumacárcer,casó en Valencia  el 12 de septiembre de 1487 con Leonor de Vilarrasa (antes de 1487-después de 1499), siendo padres de:

- Luis Onofre Crespí de Valldaura y Vilarrasa (antes de 1497-17 de octubre de 1542), IV señor de Sumacárcer,casó con Juana de Vilanova y no dejaron sucesión, extinguiéndose la rama. Sucedió su sobrino segundo:

- Francisco Onofre Crespí de Valldaura y Olomar (3 de febrero de 1527-27 de julio de 1581), V señor de Sumacárcer. Hijo de Bernardo Ángel Crespí de Valldaura y Zaera (19 de junio de 1501-1558), señor de la Alcudia, y de Beatriz de Olomar; nieto de Francisco Crespí de Valldaura y Bou y de Beatriz Zaera, Casó en Valencia, en 8 de febrero de 1545, con Juana de Borja Llançol y Andrés (antes de 1545-1577). Fueron padres de:

- Ausías Crespí de Valldaura y Borja (?-15 de febrero de 1598), VI señor de Sumacárcer. Casó en Valencia en 6 de abril de 1577 con Mencía Aznar Pardo de la Casta y Vilanova (?-20 de enero de 1586) hermana de Luis Aznar Pardo de la Casta, I conde de Alacuás y Marqués de la Casta. Tuvieron por hijo:

- Francisco Crespí de Valldaura y Pardo de la Casta (3 de marzo de 1578- )VII señor de Sumacárcer. Casó en Valencia en 6 de abril de 1598, con Vicenta Boil de la Escala y de Aguiar (?-15 de octubre de 1603). Tuvieron por hijo a Ausías Crespí de Valldaura y Boil de la Escala, I conde de Sumacárcer, que sigue.

## Condes de Sumacárcer

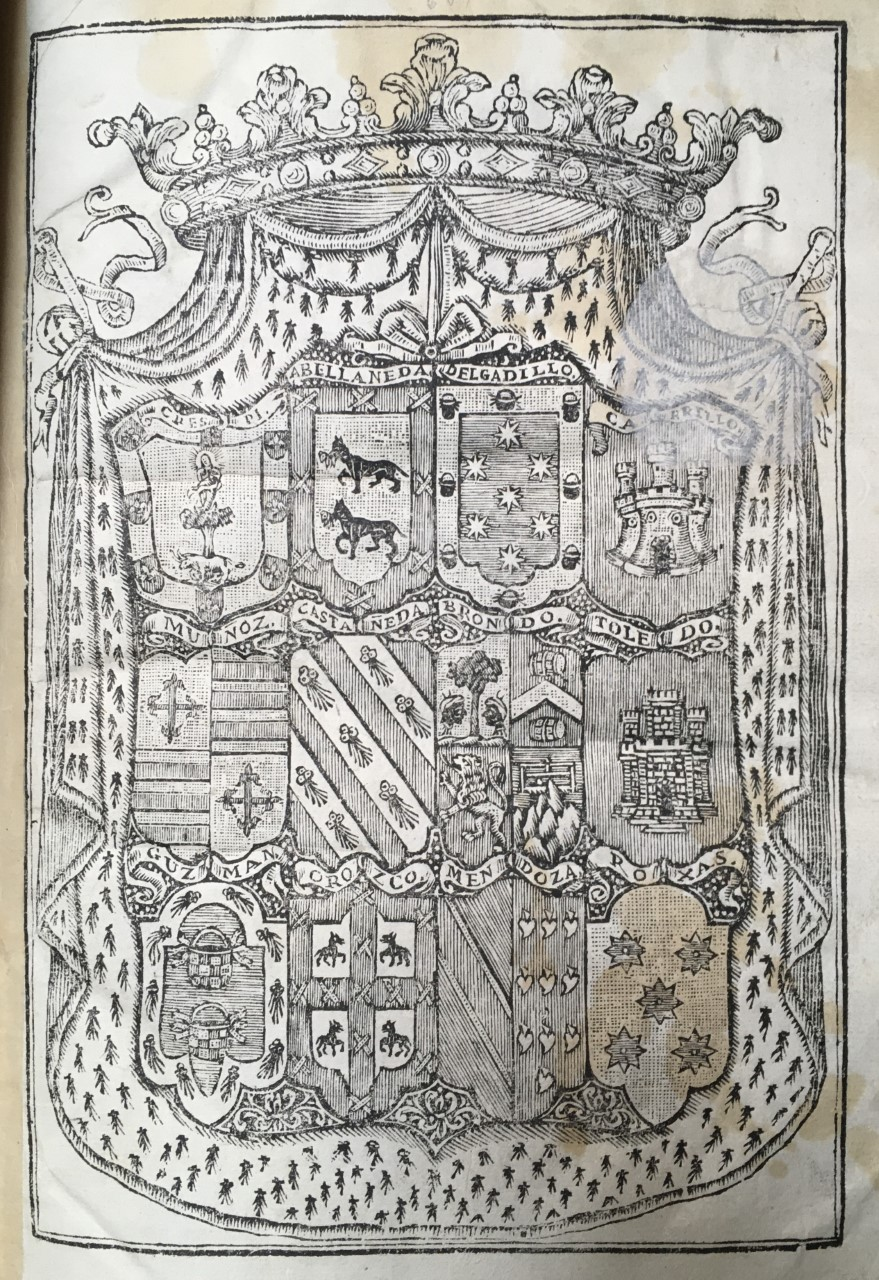
Escudo de las armas de los mayorazgos principales de la Casa de Crespí de Valldaura en 1745: Crespí de Valldaura, Avellaneda, Delgadillo, Carrillo, Muñoz de Castañeda, Brondo, Toledo, Guzmán, Orozco, Mendoza y Rojas.

|                        | Titular                                            | Periodo                |
| Creación por Felipe IV | Creación por Felipe IV                             | Creación por Felipe IV |
| ---------------------- | -------------------------------------------------- | ---------------------- |
| I                      | Ausías Crespí de Valldaura y Boil de la Scala      | 1663                   |
| II                     | José Salvador Crespí de Valldaura y Ferrer         | 1663-1708              |
| III                    | Cristóbal Crespí de Valldaura y Brondo             | 1708-1733              |
| IV                     | José Crespí de Valldaura y Hurtado de Mendoza      | 1733-1752              |
| V                      | Cristóbal Crespí de Valldaura y Hurtado de Mendoza | 1752-1778              |
| VI                     | Joaquín Crespí de Valldaura y Lesquinas            | 1778-1814              |
| VII                    | Esteban Crespí de Valldaura y Carvajal             | 1814-1819              |
| VIII                   | Joaquín Crespí de Valldaura y Carvajal             | 1819-1867              |
| IX                     | Agustín Crespí de Valldaura y Caro                 | 1867-1893              |
| X                      | Esteban Crespí de Valldaura y Fortuny              | 1893-1920              |
| XI                     | Agustín Crespí de Valldaura y Cavero               | 1920-1954              |
| XII                    | Esteban Crespí de Valldaura y Cavero               | 1955-1959              |
| XIII                   | Gonzalo Crespí de Valldaura y Bosch-Labrús         | 1960-2022              |
| XIV                    | Virginia Crespí de Valldaura y González de Amezúa  | 2024-actual titular    |

## Historia de los condes de Sumacárcer
- Ausías Crespí de Valldaura y Boil de la Scala (Valencia, 23 de abril de 1600-13 de abril de 1663), desde el 1 de abril de 1663, I conde de Sumacárcer, VIII señor de la baronía de Sumacárcer, VIII barón de Callosa.

Casó el 23 de noviembre de 1630 con María de Calatayud y tuvieron dos hijas. Casó en segundas nupcias el 24 de abril de 1639 con Ana Margarita Ferrer y Crespí de Valldaura, y siguió:
- José Salvador Crespí de Valldaura y Ferrer (Valencia 19 de febrero de 1651-30 de abril de 1708), II conde de Sumacárcer,[5] IX barón de Callosa, señor de la baronía de Hormaza y caballero de la Orden de Montesa.

Casó en la iglesia de la Santa Cruz de Madrid el 19 de marzo de 1670 con María Luisa Brondo y Crespí de Valldaura (Madrid, 19 de agosto de 1654-25 de mayo de 1730), IV condesa de Serramagna, IV marquesa de Villasidro, VI condesa de Castrillo, IV marquesa de las Palmas, (sin retirar las Cartas de sucesión), VIII baronesa de la Joyosa-Guarda. Le sucedió su hijo:
- Cristóbal Crespí de Valldaura y Brondo (12 de junio de 1671-4 de marzo de 1733), III conde de Sumacárcer,[5] V conde de Serramagna,[5] VII conde de Castrillo,[7] V marqués de Villasidro,[5] III marqués de las Palmas[5] y IX barón de la Joyosa-Guarda.[5]

Casó con Josefa Hurtado de Mendoza y Trelles (m. 5 de enero de 1732) X condesa de Orgaz. Le sucedió su hijo:
- José Crespí de Valldaura y Hurtado de Mendoza (Valencia, 23 de septiembre de 1698-Alcudia de Crespíns 26 de febrero de 1752) IV conde de Sumacárcer,[5] VI conde de Serramagna,[5] VIII conde de Castrillo,[5][7] XI conde de Orgaz,[8] VI marqués de Villasidro,[5] IV marqués de las Palmas[5] y X barón de la Joyosa-Guarda.[5]

Casó con María Vicenta Arias Dávila y Borja.  Murió sin descendencia y le sucedió su hermano:
- Cristóbal Crespí de Valldaura y Hurtado de Mendoza (Valencia, 7 de enero de 1706-2 de junio de 1778), V conde de Sumacárcer,[5] VII conde de Serramagna,[5] IX conde de Castrillo,[9] XII conde de Orgaz,[10] VII marqués de Villasidro,[5] V marqués de las Palmas,[5] XI barón de la Joyosa-Guarda[5] y XV barón de Callosa.[5]

Casó el 28 de septiembre de 1752, con María de la Portería Lesquina y Gasca (Valladolid, 9 de junio de 1737-1802?), V marquesa de la Vega de Boecillo, vizcondesa de Laguna. Le sucedió su hijo:
- Joaquín Pascual Crespí de Valldaura y Lesquina (Valencia, 25 de febrero de 1768-Valencia 22 de julio de 1814), VI conde de Sumacárcer,[5] VIII conde de Serramagna,[5] X conde de Castrillo,[9] XIII conde de Orgaz,[10] VI marqués de la Vega de Boecillo, VIII marqués de Villasidro,[5] VI marqués de las Palmas,[5] XII barón de la Joyosa-Guarda y XVI barón de Callosa.[5]

Contrajo matrimonio en Madrid, el 9 de septiembre de 1788, con Francisca Carvajal Lancáster y Gonzaga Caracciolo (Madrid, 11 de diciembre de 1769-Madrid, 27 de noviembre de 1814). Sucedió su hijo:
- Esteban Crespí de Valldaura y Carvajal (Madrid, 3 de junio de 1895-Madrid, 31 de marzo de 1819), VII conde de Sumacárcer,[5] XI conde de Castrillo,[11] XIV conde de Orgaz,[10] VII marqués de la Vega de Boecillo, VII marqués de las Palmas, barón de la Joyosa-Guarda, XIV barón de Callosa y vizconde de la Laguna. Le sucedió su hermano:

- Joaquín Crespi de Valldaura y Carvajal (Madrid, 28 de septiembre de 1804-Madrid, 5 de diciembre de 1867), VIII conde de Sumacárcer,[5] XII conde de Castrillo,[11] XV conde de Orgaz,[10] IX marqués de las Palmas, VIII marqués de Vega de Boecillo, barón de la Joyosa-Guarda, XV barón de Callosa y vizconde de la Laguna.

Casó en 1821 con Margarita Caro y Salas (Palma de Mallorca, 29 de octubre de 1803-Madrid,15 de septiembre de 1857). Le sucedió su hijo:
- Agustín Crespí de Valldaura y Caro (Valencia, 14 de enero de 1833-Madrid, 17 de diciembre de 1893), IX conde de Sumacárcer,[12] XIII conde de Castrillo,[13] XVI conde de Orgaz,[10] IX marqués de la Vega de Boecillo, marqués de las Palmas y barón de Callosa.

Casó en 1857 en Palma de Mallorca, con Margarita de Fortuny y Veri (1840-1910). Le sucedió su hijo:
- Esteban Crespí de Valldaura y Fortuny (26 de septiembre de 1866-Madrid, 8 de septiembre de 1921), X conde de Sumacárcer,[12] XIV conde de Castrillo,[11] XVII conde de Orgaz,[10] XVII barón de Callosa, diputado y senador por derecho propio, maestrante de Valencia y gentilhombre de cámara con ejercicio y servidumbre.[14]

Casó en 1896 con María del Pilar Cavero y Alcíbar-Jaúregui (1868-1971), condesa de Sobradiel, baronesa de Castellví de Rosanes, dama de la reina Victoria Eugenia de Battenberg,  hija de Joaquín Cavero y Álvarez de Toledo y María del Pilar Alcíbar Jaúregui y Lausaca, condes de Sobradiel. Le sucedió su hijo:
- Agustín Crespí de Valldaura y Cavero (11 de mayo de 1897-27 de septiembre de 1954), XI conde de Sumacárcer,[12] XV conde de Castrillo,[13] XVIII conde de Orgaz,[10] XIV marqués de la Vega de Boecillo, XVIII barón de Callosa. Murió soltero y le sucedió su hermano:

- Esteban Crespí de Valldaura y Cavero (Zarauz, 8 de agosto de 1899-Madrid, 22 de enero de 1959), XII conde de Sumacárcer,[15] XVI conde de Castrillo,[13] XIX conde de Orgaz, IX marqués de Villasidro (rehabilitación 1923),[12] marqués de la Vega de Boecillo y barón de Callosa.

Casó con María Josefa Bosch-Labrús y López-Guijarro (m. Madrid, 4 de julio de 1941). Le sucedió su hijo:
- Gonzalo Crespí de Valldaura y Bosch-Labrús (Madrid, 25 de marzo de 1936-Madrid, 25 de febrero de 2022),[16] XIII conde de Sumacárcer, XVII conde de Castrillo,[13][17] XX conde de Orgaz, XI conde de Serramagna,[12][18] X marqués de Villasidro,[5] XII marqués de Vega de Boecillo (rehabilitado en 1968),[5]  XVIII barón de Callosa,[5] y barón de la Joyosa-Guarda. Fue el fundador de la ONG Ayuda en Acción, presidente de la asamblea española de la Orden de Malta, historiador y presidente de la Asociación Internacional de Bibliófilos y de la Fundación de Amigos de la Biblioteca Nacional de España.[19]

Casó el 13 de octubre de 1959 con María Eugenia Cardenal y de Caralt (n. Barcelona, 20 de marzo de 1938). Sucedió su nieta, hija de Agustín Crespí de Valldaura y Cardenal, XXI conde de Orgaz, XI marqués de Villasidro y XVIII conde de Castrillo, y de su esposa María González de Amezúa y del Pino:
- Virginia Crespí de Valldaura y González de Amezúa (n. Palma de Mallorca, 15 de septiembre de 1993),[12] XIV condesa de Sumacárcer.[20]